# بيل أرمور
بيل أرمور (بالإنجليزية: William Reginald Armour)‏ هو لاعب كرة قاعدة أمريكي، ولد في 3 سبتمبر 1869 في هومستد ‏ في الولايات المتحدة، وتوفي في 2 ديسمبر 1922 في منيابولس في الولايات المتحدة.